# Jednist' Płysky
Zasugerowano, aby zintegrować ten artykuł z artykułem Jedność-2 Płysky (dyskusja). Nie opisano powodu propozycji integracji.
Jedność Płysky (ukr. Футбольний клуб «Єдність» Плиски, Futbolnyj Kłub "Jednist'" Płysky) – ukraiński klub piłkarski z siedzibą we wsi Płysky, w obwodzie czernihowskim. Założony w 2001, a status profesjonalny otrzymał w roku 2005.
Występuje w rozgrywkach ukraińskiej Amatorskiej ligi. 

## Historia
Chronologia nazw:
- 2001–...: Jedność Płysky (ukr. «Єдність» Плиски)

Drużyna piłkarska Jedność została założona w miejscowości Płysky.
Zespół występował w rozgrywkach Mistrzostw Ukrainy spośród zespołów amatorskich.
W 2005 roku zgłosił się do rozgrywek w Drugiej Lidze i otrzymał status profesjonalny.

## Sukcesy
- 3 miejsce w Pierwszej Lidze: 2007
- 1/8 finału Pucharu Ukrainy: 2010

## Inne
- Jedność-2 Płysky